# IMAM Ro.30
L'IMAM Ro.30 era un biplano da ricognizione triposto prodotto in piccole quantità dall'azienda italiana Industrie Meccaniche Aeronautiche Meridionali negli anni trenta. Rimase in servizio nella Regia Aeronautica fino alla sua sostituzione con il più recente Ro.37.

## Descrizione tecnica
Il Ro.30 era caratterizzato da una fusoliera dotata di una cabina di guida chiusa per pilota ed osservatore integrata da un abitacolo posteriore aperto e che terminava in un impennaggio classico monoderiva. La configurazione alare era biplana, con le due ali di apertura e corda diverse (sesquiplano) e la inferiore spostata verso la parte posteriore.
Il carrello d'atterraggio era triciclo classico, fisso, col le due gambe di forza fissate alle due semiali inferiori e completati posteriormente da un pattino d'appoggio posto sotto la coda.
La motorizzazione fu affidata a due differenti motori radiali costruiti in Italia su licenza, il Piaggio P.VI, copia del britannico Bristol Jupiter, capace di 500 CV (368 kW) o in alternativa il più potente Alfa Romeo Mercurius, derivato dal britannico Bristol Mercury, erogante 530 CV (390 kW).

## Utilizzatori
Italia
- Regia Aeronautica